# Плятери
Плятери (фон дем Броель, прозвані Плятер; нім. von dem Broele, genannt Plater) — графський рід. Походить з роду лицарів з Вестфалії. Перші згадки про Плятерів зустрічаються в хроніках з 1160 року. В одній з них, датованій 1210 роком, йдеться про Гумберта Плятера.
Станом на 2010 рік рід Плятерів налічує близько 80 представників. Головою сімейства є Станіслав Плятер-Зіберг, його наступником є 23-річний Тадеуш. Граф Станіслав — нащадок графа Костянтина Людовика і княгині Августи в 7 поколінні від середнього сина Казимира Костянтина і графині Борх.

## Походження роду
Лицарі фон дем Брюле-Плятер були учасниками хрестових походів. У 1430 Веннемар Плятер згадується вже як фогт (управитель) в Гробіні, потім як маршал Лівонського ордену в поході проти Жемайтії. Генріх Плятер з 1510 по 1525 рр. — Динабурзький комтур (намісник). Альберт Плятер — комтур Тевтонського ордену у Вендені (Цесіс). Фрідріх Плятер — комтур ордену та Ліфляндський ландмаршал, був послом Лівонії при престолі Папи Лева X (1517). Також відомий лицар Хартвік Плятер, який зброєю утверджував християнство в Курляндії й Естляндії.
Лицарі Лівонського ордену дотримувалися обіту безшлюбності, тому ніхто з перерахованих Плятерів не залишив нащадків, окрім Фрідріха. Його єдиний син Роджер залишив після себе трьох синів. Старший Годарт поклав початок «німецькій» гілці Плятерів, яка повністю вимерла 1712 року. Середній син Йоганн служив Тевтонському ордену, став маршалом, але помер бездітним. Молодший Фредерік оселився в Кокенгаузені (суч. Кокнесе) та став засновником «балтійської» лінії Плятерів.
У Фредеріка-молодшого було два сини: Іван — він став власником естонського наділу Вейссенс, і Генріх, який правив у Малій Індриці (неподалік Краслави).
В Латгалії тоді 2/3 земель належало великим власникам — литовським магнатам Ходкевичам, Сапігам, графам Борхам, баронам Корхам і Гільзенам, а також Плятерам.
Серед Плятерів був Великий магістр Мальтійського ордена, державні діячі та вчені, учасники польсько-литовських повстань, письменники і реформатори, умілі організатори і мандрівники. Владислав Плятер заснував музей і бібліотеку в швейцарському місті Ранневерсвілі.

## Гілки

### Гілка Йоганна Плятера
Гілка Йоганна містить в 11 поколіннях 51 представника, останній з них помер у 1908 році.

### Гілка Генріха Плятера
Нащадки Генріха Плятера, спольщені німці, а потім онімечені поляки, зуміли нажити величезні статки — тільки земельні володіння цього роду займали більшу частину Латгалії, частину Литви і Білорусі. На Плятерів в Латгалії працювало понад 13 тисяч кріпаків.
У часи Речі Посполитої онуки Генріха Плятера підтримали єзуїтів, які користувалися в той час величезним впливом, тим самим забезпечивши собі почесті і титули. Найвідомішим з них був Ян Людовик, що заслужив титул «Патріарха Лівонії». Він був Динабурзьким старостою, Інфлянтським воєводою, неодноразово послом польського Сейму, дуже впливовою фігурою при дворі короля Августа II.
В 1729 Ян Людовик Пітер купив у Яна Чапського за 14 000 талерів Краславу (40 дворів і чотири кам'яних будівлі) і згодом перетворив її в економічний, духовний і культурний центр Латгалії.
Його єдиний син Костянтин Людвик Плятер (1722—1778) уклав шлюб з Августою Огінською з князівського роду Огінських.
У Костянтина Людвика Плятера було кілька дітей. Старші діти були управлінцями в Троках (Тракай). Обидва вступили в Мальтійський орден і досягли в ньому високого становища. Середній брат Казимир Костянтин одружився з однією з найбагатших наречених Латгалії, баронесою Ізабеллою Людвіг Борх. Молодший син Август Гіацинт завершив будівництво замку Плятерів у Краславі.

Поєднаний герб графів Плятер-Зіберг

У 1803 році відбувся династичний шлюб двох старовинних багатих і могутніх родів. Йоганн Тадеуш фон Зіберг видав заміж за графа Михайла Броель-Плятера з Краслави (1777—1863) свою дочку і останню представницю роду Зібергів Ізабеллу-Хелену (1785—1849). Укладення цього шлюбу супроводжувалося схваленням німецьким і російським імператорськими дворами. Імператор Олександр I 10 липня 1803 дозволив Михайлу Казимировичу Плятеру прийняти прізвище та герб свого тестя і іменуватися графом Плятер-Зібергом. Рід Плятер-Зіберг внесений до V ч. род. кн. губ. Віленської, Ковенської і Вітебської і в дворянський матрикул Курляндської губернії. Дворянська гілка роду Плятер внесена до дворянського матрикулу Ліфляндської губернії.
У Михайла Плятер-Зіберга було 9 дітей (три сини, решта дочки), а у його сина Хенріха — 14 дітей. Молодший син Станіслав, народився 6 грудня 1823, став майором інженерних військ російської армії. З 1858 року він — провідник польського дворянства Динабурга, з 1860 року — інспектор Динабурзької гімназії, з 1895 згадується як один із власників газети «Нива» та засновник видання «Слово». У 1860 році на березі Калупського озера за наказом Станіслава був створений великий парк, а коли дерева підросли, в 1882 році почалося будівництво палацу і великого костьолу в готичному стилі. Бебренський маєток належав одному з Плятер-Зібергів — Йозефу Маріану. Він розташовувалося за 16 км від Даугавпілса.
Найвідоміші діти Августа Гіацинта:
- Адам, який успадкував у 1806 році Краславу. Він найперший з польської аристократії отримав від російського царя Олександра I офіційне підтвердження своїх прав, а його прізвище було внесене до «Гербовника Российских дворянских родов»
- Йосиф, успадкував Кумбулі (10 км від Краслави). Його син Леон був учасником польського повстання 1863—1864 рр. Діти і внуки Леона продовжували краславську гілку, яка обірвалась зі смертю священика, доктора теології Леона Плятера в 1980 році.

## Відомості про представників роду
Броель-Плятери, Плятери
- Ян Андрій (1626—1696) — ліфляндський воєвода (1695—1696);
- Фердинанд Фабіян (пом. 1739) — надвірний маршалок Великого князівства Литовського (1739), син Яна Андрія;
- Казимир Костянтин (1748—1807) — підканцлер Великого князівства Литовського, публіцист, історик.
- Вільгельм Ян Плятер — ліфляндський воєвода (1767—1784). Польський король Станіслав Август у 1767 році дарує Вільгельмові Яну Плятеру маєтки Сакстигале, Осельмуйжа і урочища Смукуль, Гілеєва, Бушбишки (з кріпаками, в Інфлянтському воєводстві).[4]
- Зіберг Ян (1739—1806) — воєвода ліфляндський;
- Плятер-Зіберг Михаїл (1777—1863) — генерал, зять Зіберг Яна;
- Емілія Плятер (1806—1831) — учасниця польського повстання 1830—1831 рр.;
- Леон (1836—1863) — учасник польського повстання 1863—1864 рр.;
- Казимир (пом. 1863) — учасник польського повстання 1863—1864 рр.;
- Філіпп Антонович (1818—1824) — волинський віце-губернатор; його предки і нащадки були поміщиками у Волинській і Подільській губерніях;
- Даніель Плятер — інфлянтський земський писар (згадується 1717 р.);[4]
- Самуїл і Вальтер Плятер-Зіберги (згадується 1566—1786 рр.);[4]
- і інші — поміщики у Віленській, Вітебській і Курляндській губерніях.
- Казімєж Броель-Плятер (1915—2004) — польський шахіст, міжнародний майстер від 1950 року.